# آدلینا گوتییرز
کارمن آدلینا گوتیرز آلونسو (اسپانیایی: Carmen Adelina Gutiérrez Alonso‎؛ ۲۷ مه ۱۹۲۵–۱۱ آوریل ۲۰۱۵) موسوم به آدلینا گوتییرز (اسپانیایی: Adelina Gutiérrez‎) یک زن دانشمند و شخصیت دانشگاهی و استاد اخترفیزیک اهل شیلی بود. او اولین کسی بود که در شیلی موفق به اخذ مدرک دکترا در اخترفیزیک شد و اولین زنی بود که به عضویت آکادمی علوم شیلی درآمد.
در تاریخ ۲۷ مه ۲۰۲۰، گوگل ۹۵مین سالگرد تولد او را با تغییر گوگل دودل جشن گرفت.